# Damien O’Connor

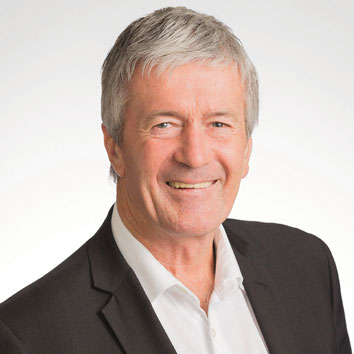
Damien O’Connor (2020)

Damien Peter O’Connor, in der Öffentlichkeit als Damien O’Connor bekannt, (* 1958 in Westport, West Coast, Neuseeland) ist ein neuseeländischer Politiker der New Zealand Labour Party.

## Leben
Damien Peter O’Connor wurde 1958 in Westport in der Region West Coast geboren. Als Jugendlicher besuchte er die St Bede's Catholic Boys' School in Christchurch und anschließend für sein Universitätsstudium die Lincoln University in Lincoln.

## Berufliche Tätigkeit
Bevor O’Connor sich aktiv der Politik widmete, war er als Landwirt, Maschinenführer, Verkäufer und als Eigentümer von Buller Adventure Tours tätig, die er 2018 verkaufte. Aufenthalte in Australien, in den Vereinigten Staaten und Europa sowie als Präsident der Buller Promotion Association und Tätigkeiten in einigen Förder- und Wirtschaftsentwicklungsorganisationen machten ihn mit der Geschäftswelt vertraut.

## Politische Karriere
Sein Einstieg in die Politik als Abgeordneter des New Zealand Parliament begann im Jahr 1993, als er einen zuvor verloren gegangenen traditionellen Wahlkreis von Labour zurückgewinnen konnte.

### Ministerämter in der Regierung Clark
Als Labour unter der Führung von Helen Clark die Parlamentswahl 2002 zum zweiten Mal hintereinander gewinnen konnte, holte sie O’Connor erstmals für folgenden Ministerposten in ihr zweites Cabinet:
| Minister                             | vom               | bis               |
| ------------------------------------ | ----------------- | ----------------- |
| Minister of State                    | 15. August 2002   | 19. Mai 2003      |
| Associate Minister for Racing        | 15. August 2002   | 19. Mai 2003      |
| Associate Minister for Rural Affairs | 15. August 2002   | 21. Dezember 2004 |
| Minister of Agriculture              | 15. August 2002   | 19. Oktober 2005  |
| Associate Minister of Health         | 15. August 2002   | 19. Oktober 2005  |
| Associate Minister of Immigration    | 15. August 2002   | 19. Oktober 2005  |
| Minister for Racing                  | 19. Mai 2003      | 19. Oktober 2005  |
| Minister for Rural Affairs           | 21. Dezember 2004 | 19. Oktober 2005  |

In dem Kabinett der 3. Legislaturperiode von Helen Clark bekleidete O’Connor folgende Ministerämter:
| Minister                     | vom              | bis               |
| ---------------------------- | ---------------- | ----------------- |
| Minister of Correction       | 19. Oktober 2005 | 2. November 2007  |
| Minister of Tourism          | 19. Oktober 2005 | 18. November 2008 |
| Minister for Rural Affairs   | 19. Oktober 2005 | 18. November 2008 |
| Associate Minister of Health | 19. Oktober 2005 | 18. November 2008 |

### Ministerämter in der Regierung Ardern
Als dann Labour unter der Führung von Jacinda Ardern die Parlamentswahl 2017 gewann, holte Ardern O’Connor für folgende Ministerposten ins 1. Kabinett ihrer Regierung:
| Minister                                       | vom              | bis              |
| ---------------------------------------------- | ---------------- | ---------------- |
| Associate Minister for Trade and Export Growth | 26. Oktober 2017 | 2. Mai 2018      |
| Minister of Agriculture                        | 26. Oktober 2017 | 6. November 2020 |
| Minister for Biosecurity                       | 26. Oktober 2017 | 6. November 2020 |
| Minister for Food Safety                       | 26. Oktober 2017 | 6. November 2020 |
| Minister for Rural Communities                 | 26. Oktober 2017 | 6. November 2020 |

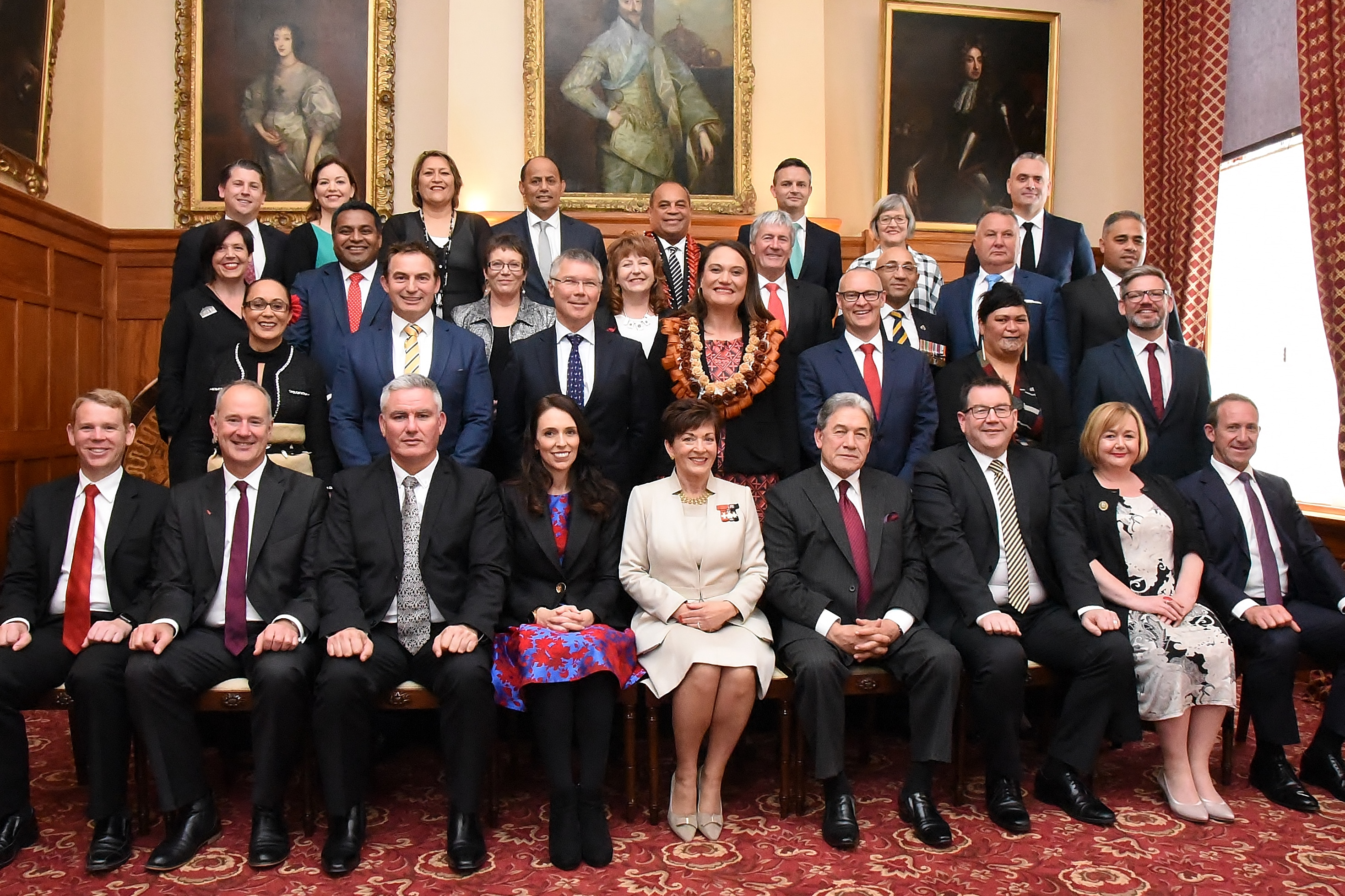
Damien O’Connor (2017)
4. von links in der dritten Reihe

Nach der Wiederwahl von Labour im November 2020 bildete Ardern ihre Regierung um. O’Connor wurde Mitglied des 2. Kabinett und wurde mit folgenden Ministerposten betraut:

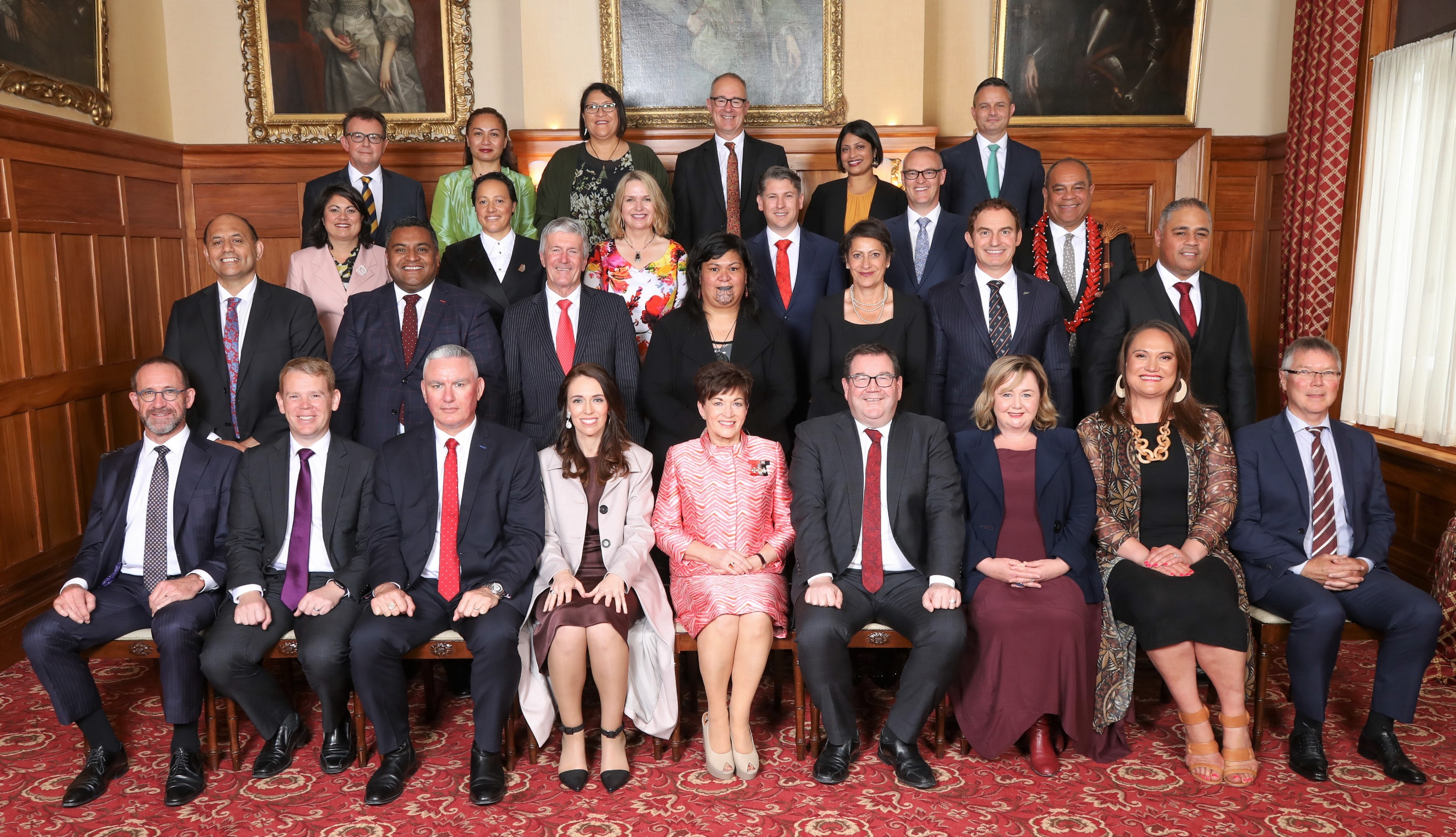
Damien O’Connor (2020)
3. von links in der zweiten Reihe

| Minister                             | vom              | bis             |
| ------------------------------------ | ---------------- | --------------- |
| Minister of Agriculture              | 6. November 2020 | 25. Januar 2023 |
| Minister for Biosecurity             | 6. November 2020 | 25. Januar 2023 |
| Minister for Land Information        | 6. November 2020 | 25. Januar 2023 |
| Minister of Rural Communities        | 6. November 2020 | 25. Januar 2023 |
| Minister for Trade and Export Growth | 6. November 2020 | 25. Januar 2023 |

### Ministerämter in der Regierung Hipkins
Mit dem Rücktritt von Jacinda Ardern als Premierministerin in der laufenden Legislaturperiode und der Übernahme des Amtes durch ihren Parteikollegen Chris Hipkins am 25. Januar 2023, blieben alle Ministerämter von O’Connor unverändert.
| Minister                             | vom             | bis               |
| ------------------------------------ | --------------- | ----------------- |
| Minister of Agriculture              | 25. Januar 2023 | 27. November 2023 |
| Minister for Biosecurity             | 25. Januar 2023 | 27. November 2023 |
| Minister for Land Information        | 25. Januar 2023 | 27. November 2023 |
| Minister of Rural Communities        | 25. Januar 2023 | 27. November 2023 |
| Minister for Trade and Export Growth | 25. Januar 2023 | 27. November 2023 |
| Acting Minister of Customs           | 3. Mai 2023     | 10. Mai 2023      |
| Associate Minister of Transport      | 24. Juli 2023   | 27. November 2023 |

Quellen: Department of the Prime Minister and Cabinet New Zealand Parliament
Mit der nachfolgenden regulären Parlamentswahl, die am 14. Oktober 2023 stattfand, verlor die Labour Party ihre Regierungsmehrheit an die New Zealand National Party. Seinen Wiedereinzug ins Parlament konnte O’Connor nur über die Liste seiner Partei absichern. Seinen Wahlkreis West Coast-Tasman hingegen verlor er mit dem zweiten Platz der abgegebenen gültigen Stimmen.